# Cordierit
Cordierit je minerál ze skupiny cyklosilikátů bohatý na hliník, který tvoří hojný horninový minerál. Pojmenován je podle francouzského geologa Pierra Louise Cordiera (1777–1861), který ho objevil v roce 1813.

## Obecné
- Kategorie: minerál
- Skupina: cordierity – koncové členy cordierit (Mg) a sekaninait (Fe)
- Chemický vzorec: (Mg)2Al3(AlSi5)O18

## Identifikace
- Barva: Modrý, existují i odrůdy nazelenalé, nažloutlé, šedé či hnědé
- Vzhled krystalů: Krátké prismatické krystaly
- Soustava: kosočtverečná
- Tvrdost: 7
- Lesk: Skelný, mastný
- Štěpnost: (110) nedokonalá
- Index lomu: Np- 1, 660- 1, 682

Nm- 1, 524- 4, 574 Ng- 1, 527- 1, 578
- Dvojlom: 0, 005- 0, 018
- Lom: lasturnatý, nerovný
- Pleochorismus: velmi silný, tmavofialový – světle modrý
- Chemismus: stálý v kyselinách
- Podobné minerály: safír, akvamarín
- Odrůdy: iolit (polodrahokamová odrůda cordieritu)

## Historie
Podle legend využívali silného pleochorismu cordieritu Vikingové. Stejně jako kalcit totiž umožňoval navigovat lodě. Při každém počasí, i při bouři a zamračené obloze jim umožnil pozorovat slunce. Mohli tedy s jeho pomocí zjistit, kolik je hodin, nebo kde je sever.

## Vznik
Cordierit vzniká v magmatických a kontaktně metamorfovaných horninách (pararula, migmatit).

## Výskyt
Cordierit se vyskytuje v rulách a migmatitech moldanubika. V Česku se vyskytuje především na Šumavě a v Novohradských horách. Naleziště v České republice jsou také na Českomoravské vrchovině – Horní Bory, na Jihlavsku – Dlouhá Stěna, nebo v kamenolomu Vanov u Telče.
V zahraničí se vyskytuje především v následujících zemích: Madagaskar, Brazílie, Srí Lanka, Indie (stát Madrás), Tanzanie, Namibie, USA (Wyoming, Kalifornie, Connecticut), Rusko (poloostrov Kola), Finsko, Španělsko, Švédsko.